# Tacitusbrug

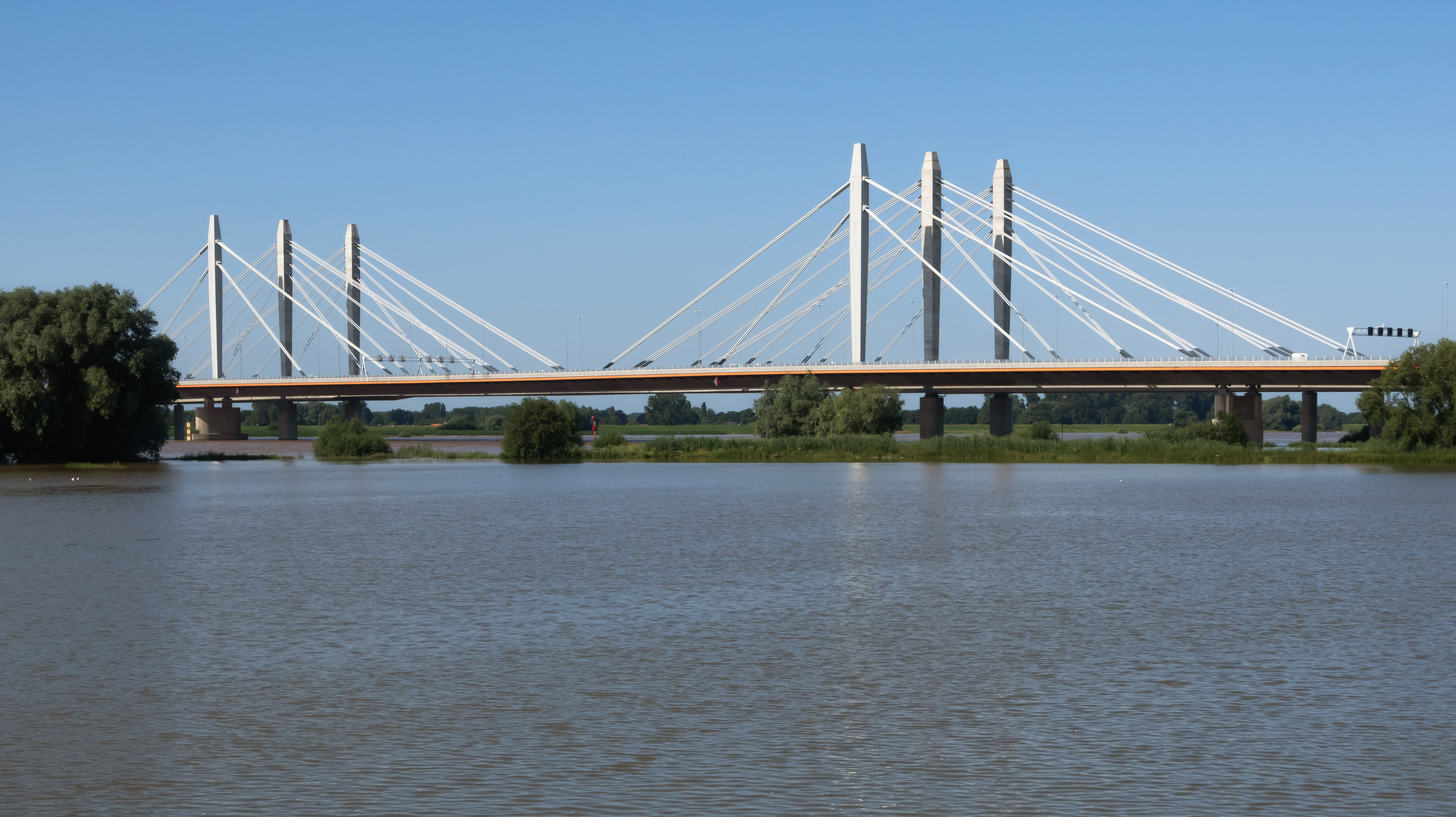
De Tacitusbrug tijdens hoog water juli 2021

De Tacitusbrug is een tuibrug die van 2011 tot 2013 werd gebouwd naast de al aanwezige, uit vier tuien bestaande, Brug bij Ewijk. Samen vormen zij de oeververbinding over de rivier de Waal voor de autosnelweg A50. De brug ligt tussen knooppunt Ewijk en knooppunt Valburg in. 

## Aanleg nieuwe brug
Begin 2000 bleek de oude tuibrug over de Waal door de zware verkeersbelasting van de A50 dusdanig versleten te zijn dat een renovatie noodzakelijk werd geacht. Ook de capaciteit van de brug was te laag. De oude brug noteerde jarenlang hoog in de fileberichten. Daarom werd besloten een nieuwe brug te bouwen naast de oude brug en de oude brug te renoveren. In januari 2011 werd begonnen met de bouw van de nieuwe brug. Op 28 maart 2013 was de nieuwe brug officieel een feit. De brug werd op 21 mei dat jaar opengesteld voor het verkeer.

## Renovatie oude brug
Tegelijkertijd met de openstelling van de nieuwe brug ging de oude brug dicht voor een renovatie, waarbij verwacht werd dat dit tot eind 2014 zou duren. Onder andere door juridische conflicten is het werk vertraagd. Het vijzelen, het met één meter verhogen van de brug, verliep niet soepel. In november 2013 moest dit werk twee weken worden stilgelegd vanwege hoogwater. Rijkswaterstaat dacht in het najaar van 2014 dat de oude brug in het derde kwartaal van 2015 weer in gebruik genomen kon worden. Daarnaast liepen de werkzaamheden aan de tuien grote vertraging op. Op 15 september 2014 werd begonnen met het vervangen van de eerste van de vier tuien van de brug. Op dat moment werd verwacht dat het vervangen van de tuien (vier tuien, per drie maanden een tui) een jaar zou duren. Ook die planning werd niet gehaald. Vroeg in het voorjaar van 2015 maakte Rijkswaterstaat bekend dat het vervangen van de tuien van de oude brug lastiger bleek dan eerder ingeschat was. Pas halverwege februari 2015 was begonnen met de vervanging van de tweede tui, van de vier tuien in totaal. In april 2016 hing de oude brug weer aan vier tuien. Op 25 januari 2017 werd de gerenoveerde brug geopend. De aanvankelijke planning, waarbij de werkzaamheden anderhalf jaar zouden duren, was met twee jaar tijd overschreden.

## Verkeer over de brug
Gedurende de renovatie van de oude brug reed het verkeer van de A50 over de nieuwe brug. Voor het verkeer waren drie versmalde rijstroken in beide richtingen beschikbaar. Vanwege de versmalde rijstroken en de uitritten voor het bouwverkeer naar de oude brug gold er een snelheidsbeperking van 90 km/h. Bij controles van de politie begin 2015 bleek dat veel mensen zich niet aan deze snelheidsbeperking hielden. Er werden in 6 weken tijd 19.000 boetes uitgedeeld wegens het overtreden van de maximale snelheid tijdens de werkzaamheden.
Voor het verkeer in noordelijke richting is de oude brug na de renovatie ingericht met 2x2 rijstroken. De nieuwe brug is ingericht met vier rijstroken in zuidelijke richting.

## Afmetingen
De brug is inclusief toeritten en aanbruggen 1055 meter lang. De hoofdoverspanning meet 270 meter, de aanbruggen zijn elk 105 meter lang. De totale breedte van de brug is 36 meter. Het wegdek is inclusief ondersteunende constructie 3,50 meter dik.

## Naam
Aanvankelijk werd de brug officieus wel aangeduid als Herman de Manbrug. Voor een officiële naam werd eind 2012 een prijsvraag uitgeschreven. In maart 2013 werd de uitslag bekendgemaakt en werd de nieuwe naam Tacitusbrug, naar de Romeinse geschiedschrijver Publius Cornelius Tacitus, die als eerste over deze omgeving heeft geschreven. Tacitus schreef over de Waal in zijn boek 5 van de Historiae, in verband met de opstand van de Batavi (Bataven).
Het college van B en W van Overbetuwe heeft op 16 april 2013 de naam vastgesteld van het gedeelte van de brug (openbare ruimte van het type kunstwerk) in de woonplaats Andelst. Op 30 januari 2018 heeft het college van B en W van Beuningen alsnog de naam vastgesteld van het gedeelte in de woonplaats Ewijk.